# Dick Tärnström
Dick Tärnström (né le  20 janvier 1975 à Sundbyberg en Suède) est un joueur professionnel suédois de hockey sur glace. Il évoluait au poste de défenseur.

## Carrière de joueur
Il a commencé au sein de la section hockey sur glace de l'AIK en Suède avec laquelle il a joué neuf saisons dans les rangs professionnels, de 1992 à 2001. Il a ensuite signé avec les Islanders de New York de la Ligue nationale de hockey, qui l'avaient choisi en 272e position au repêchage de 1994. Il passera la majeure partie de sa première saison en Amérique du Nord en jouant pour les Islanders (même s'il jouera une dizaine de matchs dans le club réserve de la franchise : Bridgeport Sound Tigers de la Ligue américaine de hockey).
Au cours de la saison 2003-2004 de la LNH, il est le meilleur pointeur des Penguins de Pittsburgh et devient le premier défenseur de leur histoire à réaliser cette performance avec 52 points en 80 matchs. À la fin de la période des échanges, les Penguins obtiennent Richard Jackman qui vient former avec Dick une paire de défenseurs très efficace sur les supériorités numériques (« Rick and Dick show »).
Pendant le lock-out 2004-2005, il retourne jouer en Suède pour le Södertälje SK en compagnie notamment de Niclas Hävelid, son ancien coéquipier pendant de nombreuses années à l'AIK.
Le 26 janvier 2006, les Penguins échangent Tärnström contre Cory Cross et Jani Rita des Oilers d'Edmonton avec qui il va accéder à la finale de la Coupe Stanley (il réalisera deux passes décisives au cours des séries).
En 2006, il signe avec le champion en titre de Suisse, le HC Lugano. Il retourne dans la LNH avec les Oilers pour la saison suivante et le 2 février, il est échangé aux Blue Jackets de Columbus en retour du jeune Curtis Glencross.
Au niveau international, il a participé avec l'équipe de Suède aux Championnats du monde de 2003 et 2004, remportant les deux fois la médaille d'argent, et à la Coupe du monde 2004. Il est également présent en 2007 en Russie pour représenter son pays.

## Statistiques
| Saison     | Équipe                     | Ligue       |     | Saison régulière | Saison régulière | Saison régulière | Saison régulière | Saison régulière |   | Séries éliminatoires | Séries éliminatoires | Séries éliminatoires | Séries éliminatoires | Séries éliminatoires |
| Saison     | Équipe                     | Ligue       | PJ  | B                | A                | Pts              | Pun              | PJ               | B | A                    | Pts                  | Pun                  |                      |                      |
| 1992-1993  | AIK Solna                  | Elitserien  | 3   | 0                | 0                | 0                | 0                | -                | - | -                    | -                    | -                    |                      |                      |
| 1994-1995  | AIK Solna                  | Elitserien  | 37  | 8                | 4                | 12               | 26               | -                | - | -                    | -                    | -                    |                      |                      |
| 1995-1996  | AIK Solna                  | Elitserien  | 40  | 0                | 5                | 5                | 32               | -                | - | -                    | -                    | -                    |                      |                      |
| 1996-1997  | AIK Solna                  | Elitserien  | 49  | 5                | 3                | 8                | 38               | 7                | 0 | 1                    | 1                    | 6                    |                      |                      |
| 1997-1998  | AIK Solna                  | Elitserien  | 45  | 2                | 12               | 14               | 30               | -                | - | -                    | -                    | -                    |                      |                      |
| 1998-1999  | AIK Solna                  | Elitserien  | 47  | 9                | 14               | 23               | 36               | -                | - | -                    | -                    | -                    |                      |                      |
| 1999-2000  | AIK Solna                  | Elitserien  | 42  | 7                | 15               | 22               | 20               | -                | - | -                    | -                    | -                    |                      |                      |
| 2000-2001  | AIK Solna                  | Elitserien  | 50  | 10               | 18               | 28               | 28               | 5                | 0 | 0                    | 0                    | 8                    |                      |                      |
| 2001-2002  | Sound Tigers de Bridgeport | LAH         | 9   | 0                | 2                | 2                | 2                | -                | - | -                    | -                    | -                    |                      |                      |
| 2001-2002  | Islanders de New York      | LNH         | 62  | 3                | 16               | 19               | 38               | 5                | 0 | 0                    | 0                    | 2                    |                      |                      |
| 2002-2003  | Penguins de Pittsburgh     | LNH         | 61  | 7                | 34               | 41               | 50               | -                | - | -                    | -                    | -                    |                      |                      |
| 2003-2004  | Penguins de Pittsburgh     | LNH         | 80  | 16               | 36               | 52               | 38               | -                | - | -                    | -                    | -                    |                      |                      |
| 2004-2005  | Södertälje SK              | Elitserien  | 50  | 7                | 18               | 25               | 46               | 9                | 1 | 0                    | 1                    | 6                    |                      |                      |
| 2005-2006  | Penguins de Pittsburgh     | LNH         | 33  | 5                | 5                | 10               | 52               | -                | - | -                    | -                    | -                    |                      |                      |
| 2005-2006  | Oilers d'Edmonton          | LNH         | 22  | 1                | 3                | 4                | 24               | 12               | 0 | 2                    | 2                    | 10                   |                      |                      |
| 2006-2007  | HC Lugano                  | LNA         | 44  | 3                | 26               | 29               | 90               | -                | - | -                    | -                    | -                    |                      |                      |
| 2007-2008  | Oilers d'Edmonton          | LNH         | 29  | 1                | 4                | 5                | 40               | -                | - | -                    | -                    | -                    |                      |                      |
| 2007-2008  | Blue Jackets de Columbus   | LNH         | 19  | 2                | 7                | 9                | 12               | -                | - | -                    | -                    | -                    |                      |                      |
| 2008-2009  | AIK Solna                  | Allsvenskan | 38  | 9                | 23               | 32               | 68               | -                | - | -                    | -                    | -                    |                      |                      |
| 2009-2010  | AIK Solna                  | Allsvenskan | 42  | 9                | 23               | 32               | 74               | 10               | 2 | 7                    | 9                    | 10                   |                      |                      |
| 2010-2011  | AIK Solna                  | Elitserien  | 50  | 6                | 10               | 16               | 36               | 8                | 0 | 4                    | 4                    | 0                    |                      |                      |
| 2011-2012  | AIK Solna                  | Elitserien  | 48  | 8                | 16               | 26               | 38               | 11               | 2 | 1                    | 3                    | 8                    |                      |                      |
| 2012-2013  | AIK Solna                  | Elitserien  | 6   | 0                | 3                | 3                | 6                | -                | - | -                    | -                    | -                    |                      |                      |
| Totaux LNH | Totaux LNH                 | Totaux LNH  | 306 | 35               | 105              | 140              | 254              | 17               | 0 | 2                    | 2                    | 12                   |                      |                      |